# 巩留镇
巩留镇，是中华人民共和国新疆维吾尔自治区伊犁哈萨克自治州巩留县下辖的一个乡镇级行政单位。

## 行政区划
巩留镇下辖以下地区：
大营盘社区、库里旦社区、哈萨克买里社区、乔勒潘社区、托乎其玉孜社区、同干买里社区和塔什干巴依萨孜村。